# Sorex sinalis
Sorex sinalis är en däggdjursart som beskrevs av Thomas 1912. Sorex sinalis ingår i släktet Sorex och familjen näbbmöss. IUCN kategoriserar arten globalt som otillräckligt studerad. Inga underarter finns listade i Catalogue of Life.
Denna näbbmus förekommer i centrala Kina i provinserna Gansu, Sichuan och Shaanxi. Den lever i bergstrakter och på högplatå mellan 2700 och 3000 meter över havet. Habitatet utgörs av fuktiga klippiga områden med glest fördelad växtlighet.